# Constantin Cérulaire

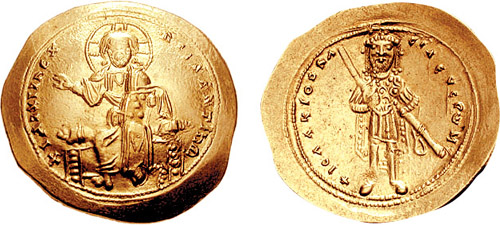
Pièce byzantine représentant Constantin Ier Cérulaire

Constantin Cérulaire (en grec : Κωνσταντῖνος Κηρουλάριος) est un important dignitaire byzantin de la deuxième moitié du XIe siècle.

## Biographie
Constantin est un neveu du puissant patriarche de Constantinople Michel Cérulaire. Le nom de son père est inconnu. Constantin et son frère Nicéphore sont des partisans de Isaac Ier Comnène au moment où celui-ci se révolte et s'empare du trône en 1057. Cela lui permet d'occuper des postes importants au sein de la hiérarchie byzantine. Dans sa correspondance avec Michel Psellos, plusieurs titres et dignités importants sont utilisés pour faire référence à Constantin : des dignités de cour comme celles de sébaste, proèdre, protoproèdre ou magistros, des fonctions de l'administration fiscale comme celle de sacellaire ou de logothetês tou genikou ou encore des postes judiciaires comme ceux d' epi ton kriseon ou de drongaire de la Vigla,. C'est probablement lorsque Constantin occupe ce dernier poste que celui-ci se voit ajouter l'épithète de megas (grand), ce qui confirme qu'il est la fonction judiciaire la plus importante de l'empire. Constantin serait aussi la première personne à détenir le titre de sébaste. Un sceau qui pourrait lui être attribuable mentionne aussi les titres de vestarque, juge du Velum et grand kourator des Manganes. 
Constantin est aussi un cousin d'Eudocie Makrembolitissa qui se marie à Constantin X Doukas, le lieutenant et successeur d'Isaac. Cette relation est confirmée par le fait qu'Eudocie est présentée comme une nièce du patriarche Michel Cérulaire. En 1067, Constantin X agonise. En tant qu'impératrice douairière et mère des fils en bas âge de Constantin, elle devrait diriger la régence mais Constantin craint qu'elle ne nomme auprès d'elle des proches parents qui détiennent déjà des postes importants. Ils pourraient alors profiter de la régence pour menacer la succession des propres fils de Constantin X. De fait, il ordonne à Eudocie de jurer publiquement qu'elle ne se remariera pas ni qu'elle ne nommera de co-régents autres que son frère Jean Doukas. Toutefois, elle ne respecte pas ce serment car elle se marie avec Romain IV Diogène. 
Constantin meurt sous le règne de Nicéphore III Botaniatès (1078-1081).

## Sources
- (en) George T. Dennis, Byzantine Authors : literary activities and preoccupations; texts and translations dedicated to the memory of Nicholas Oikonomides, Leiden, BRILL, 2003, 283 p. (ISBN 90-04-12975-8, lire en ligne), « Elias the Monk, Friend of Psellos »
- Rodolphe Guilland, « Le Drongaire et le Grand drongaire de la Veille », dans Recherches sur les institutions byzantines, Tome I, Berlin, Akademie-Verlag, 1967, 563-587 p.
- (en) Lynda Garland, Byzantine Empresses : Women and Power in Byzantium, AD 527-1204, Londres, Routledge, 1999, 343 p. (ISBN 978-0-415-14688-3, lire en ligne)
- (en) Alexander Kazhdan, The Oxford Dictionnary of Byzantium, Oxford University Press, 1991, 728 p. (ISBN 978-0-19-504652-6)
- (en) John W. Nesbitt et Nicolas Oikonomidès, Catalogue of Byzantine Seals at Dumbarton Oaks and in the Fogg Museum of Art, Volume 5 : The East (continued), Constantinople and Environs, Unknown Locations, Addenda, Uncertain Readings, Washington, D. C., Dumbarton Oaks Research Library and Collection, 2005, 197 p. (ISBN 0-88402-309-5)
- (en) Anthony Kaldellis, Hellenism in Byzantium : the transformations of Greek identity and the reception of the classical tradition, Cambridge, Cambridge University Press, 2007, 468 p. (ISBN 978-0-521-87688-9)
- (en) John W. Nesbitt et Nicolas Oikonomidès, Catalogue of Byzantine Seals at Dumbarton Oaks and in the Fogg Museum of Art, Volume 5 : The East (continued), Constantinople and Environs, Unknown Locations, Addenda, Uncertain Readings, Washington, DC, Dumbarton Oaks Research Library and Collection, 2005, 197 p. (ISBN 0-88402-309-5, lire en ligne)